# Кокиюрі
Кокиюрі (ест. Kokõjüri) — село в Естонії, входить до складу волості Риуге, повіту Вирумаа.